# نانا كريستنسن رانديرز
نانا كريستنسن راندرز ني بيرج (1864–1908) كانت محامية دنماركية ومديرة مدرسة ثانوية. في عام 1887، أصبحت أول امرأة دنماركية تحصل على دبلوم في القانون، وفي عام 1894، ساعدت زوجها جي بي كريستنسن راندرز في إدارة مدرسة أولروب الثانوية في جزيرة فين. 

## بدايات حياتها وتعليمها
وُلدت نانا في 3 نوفمبر 1864 في جزيرة يوغو، وهي ابنة السياسي كريستين بولسن بيرغ (1829-1891) والناشرة مارين بيرتلسن (1836-1906)، نشأت في بيئة غورندتفيغ، والدها خز مؤسس مدرسة بوغو للملاحة.
انتقلت مع عائلتها في عام 1876 إلى هيليرود، اهتمت بها والدتها في الفترة التي كانت والدها منغمسًا ومنشغلًا بعمله بين النشر والسياسة، وعندما استقرت العائلة في كوبنهاغن عام 1884، التحقت بمدرسة ن. زهلة، وكان من المعروف عنها أنها كانت طالبة مجتهدة وذكية وموهوبة. 

## عملها
تعد نانا أول امرأة في الدنمارك تحصل على مؤهل قانوني من جامعة كوبنهاغن، حيث استطاعت في عام 1887، أن تكمل تخصصها الذي قدمته الإصلاحات السياسية بنجاح، والذي تمحور حول حل مشكلة عدم كفاية عدد العاملين في المحاكم.
عملت لدى المحامي المعروف سفيند هوجسبرو (1855-1910) الذي سمح لها بتمثيله في المحكمة، وعلى الرغم من جهوده في إبرازها، إلا أنه لم يسمح لها بالعمل في المحاكم العليا مثل المحكمة العليا الشرقية أو المحكمة العليا، وذلك كونها امرأة.
استمر المنع حتى عام 1909 عندما سُمح لهيني ماغنوسن بإكمال دراستها الكاملة في تخصص القانون.
على خطى والدها، عملت نانا بيرغ لبعض الوقت كسكرتيرة له، وأصبحت عضوًا نشطًا في جمعية المرأة الدنماركية، وتمكنت من إلقاء العديد من المحاضرات والندوات في عدد من المدارس الثانوية والكليات، بما في ذلك المدرسة في أولروب الثانوية، وهناك قابلت جي بي كريستنسن راندرز الذي تزوجته عام 1890.
وفي عام 1894 أصبحت مدرسة أولروب الثانوية من ملكيات الزوجين، وعملا على تحسينها وتوسعتها، وبعد ذلك أصبحت نانا مديرة لمدرسة داخلية فيها ما يقارب الـ 150 طالبًا، تولت وأدارت أمورهم وحساباتهم، وكانت هذه المدرسة من أحد أكثر المدارس شهرة في الدنمارك.
في منتصف تسعينيات القرن التاسع عشر، بدأت نانا تعاني من الربو، وتوفيت في أولروب في 15 أبريل 1908. ودفنت في مقبرة أولروب.